# (21375) Fanshawe
(21375) Fanshawe est un astéroïde de la ceinture principale.

## Description
(21375) Fanshawe est un astéroïde de la ceinture principale. Il fut découvert le 31 décembre 1997 à Kitt Peak par le projet Spacewatch. Il présente une orbite caractérisée par un demi-grand axe de 2,16 UA, une excentricité de 0,04 et une inclinaison de 3,9° par rapport à l'écliptique.